# Droit boursier
Le droit boursier, également appelé droit des marchés financiers, est constitué de l'ensemble des règles et décisions juridiques qui régissent les marchés financiers.
Il s'agit d'une discipline du droit des affaires, qui combine des règles issues du droit des sociétés, du droit des obligations et de celui des biens. Il peut également présenter certains éléments de droit public en raison du rôle qu'y jouent les autorités de régulation.

## Finalités
Le droit boursier a une triple finalité, telle qu'illustrée par les missions de l'AMF :
- Protection de l'épargne ;
- Bonne information des investisseurs ;
- Préservation de l'intégrité des marchés.

Les missions de la SEC s'en rapprochent sensiblement :
- Protection des investisseurs ;
- Préservation de marchés équitables, ordonnés et efficients ;
- Facilitation de la formation de capital.

De même, il y a certaines similitudes avec les missions de la FCA :
- Protection des consommateurs ;
- Préservation de l'intégrité des marchés ;
- Promotion de la concurrence.

En résumé, le droit boursier vise à créer des marchés intègres, sur lesquels les investisseurs sont informés et leur épargne protégée. La préservation de leur efficience vise à faciliter l'investissement et à optimiser l'allocation des ressources dans l'économie.

## Sources
Aux États-Unis, le droit boursier relève pour l'essentiel de l’État fédéral. Le Congrès américain est ainsi à l'origine du Glass-Steagall Act, du Financial Services Modernization Act et de la loi Dodd-Frank.
Au sein de l'Union européenne, les droits nationaux se sont progressivement effacés pour laisser place à un droit boursier harmonisé, à l'aide de directives (offres publiques, OPCVM, instruments financiers...) et de règlements (chambres de compensation, prospectus...).

## Acteurs

### Autorités de régulation

Sceau de la SEC.

Les autorités de régulation, parfois également qualifiées de gendarmes de la bourse, veillent au bon fonctionnement des marchés. Elles disposent généralement d'un pouvoir réglementaire encadré par des dispositions législatives.
Les principales autorités de régulation sont, par pays :
- en France : l'Autorité des Marchés Financiers (AMF),
- aux États-Unis : la Securities and Exchange Commission (SEC),
- au Québec : l'Autorité des Marchés Financiers (AMF),
- au Royaume-Uni : la Financial Conduct Authority (FCA),
- en Chine : la China Securities Regulatory Commission (en) (CSRC),
- en Allemagne : le Bundesanstalt für Finanzdienstleistungsaufsicht (BaFin).

### Entreprises de marché

Logo d'Euronext.

Les entreprises de marché sont des sociétés de droit privé qui gèrent une plateforme d'échange d'instruments financiers, appelée en droit français plate-forme de négociation.

### Émetteurs
Les émetteurs sont les personnes morales qui proposent ab initio des instruments à la souscription. Il peut s'agir d'entreprises privées, émettant par exemple, des actions à l'occasion d'une augmentation de capital. Il peut aussi s'agir d’États pour les marchés obligataires. Le droit boursier encadre les conditions dans lesquelles ces acteurs peuvent offrir leurs instruments à l'échange sur les marchés financiers, en leur imposant en particulier certaines obligations de divulgation.

### Investisseurs
Les investisseurs sont les acteurs qui achètent les instruments financiers qui s'échangent sur les marchés. Le droit boursier leur apporte une certaine protection vis-à-vis des comportements frauduleux ou trompeurs.

### Intermédiaires
Les intermédiaires mettent en relation les émetteurs et les investisseurs. Il s'agit le plus souvent de banques et de courtiers.

## Objets
Le droit boursier gouverne les différents instruments cotés.

### Valeurs mobilières donnant accès au capital
Les valeurs mobilières donnant accès au capital désignent les droits sociaux qui peuvent être échangés sur les marchés financiers, le plus souvent sous la forme d'actions ou de parts sociales.

### Obligations
Les obligations sont des titres de créance. Elles peuvent être émises par des sociétés à la recherche de fonds.

## Exemples

### Déclarations de franchissement de seuil
Lorsqu'un investisseur détient plus d'une certaine fraction des droits dans une société cotée, il doit le déclarer.

### Offres publiques
Les offres publiques sont rigoureusement encadrées. Elles permettent à une société d'en racheter une autre, avec des liquidités (OPA) ou des titres (OPE), ainsi que de se retirer de la cote (OPR).

### Abus de marché
Le droit boursier vise à prévenir et à réprimer les abus de marché, qui désignent principalement le délit d'initié et la manipulation de marché.

## Importance économique
Le droit boursier est l'un des facteurs déterminant l'attractivité d'un pays pour les capitaux étrangers, et il est à ce titre étudié dans les classements Doing Business de la Banque mondiale. L'impact économique de la régulation boursière fait régulièrement l'objet d'études.

## Théoriciens et praticiens
En France :
- Hervé Le Nabasque
- Paul Le Cannu
- Alain Pietrancosta
- Alain Couret
- Thierry Bonneau